# Noites de Sintra
Noites de Sintra (originalmente publicada com o título Noites de Cintra) é o título de um livro de contos português escrito por Alberto Pimentel, e publicado pela primeira vez em 1892.

## Resumo da obra
Um grupo de amigos desloca-se de Lisboa até Sintra para ouvir os rouxinóis, e não encontrando melhor forma de passar o tempo, combinam entre si que irão, ao serão, contar à vez cada um o seu conto. Algumas das histórias que vão contando, baseadas em situações que os autores dizem ter vivido ou assistido, acabam por se ligar com a realidade que encontram no hotel onde se alojam, e acabam por descobrir ali a novela mais improvável de todas...

## Edições do livro
- Lisboa: Parceria António Maria Pereira, 1892
- 2ª Edição revista: Lisboa: Parceria António Maria Pereira, 1908